# Doce de Octubre (Mendoza)
Pour les articles homonymes, voir Doce de Octubre.
Doce de Octubre est une localité rurale argentine située dans le département de Santa Rosa, province de Mendoza. Elle est située à l'extrémité nord-ouest du département, sur la route provinciale 50, à 10 km à l'ouest de Santa Rosa. La localité d'El Marcado est également située dans le district.

## Infrastructures
Elle dispose d'un poste de police, d'une école primaire, d'un jardin d'enfants, d'une église catholique et d'un centre de santé. En 2012, des installations de gaz et d'égouts étaient en cours de construction.